# Kerk in Knista

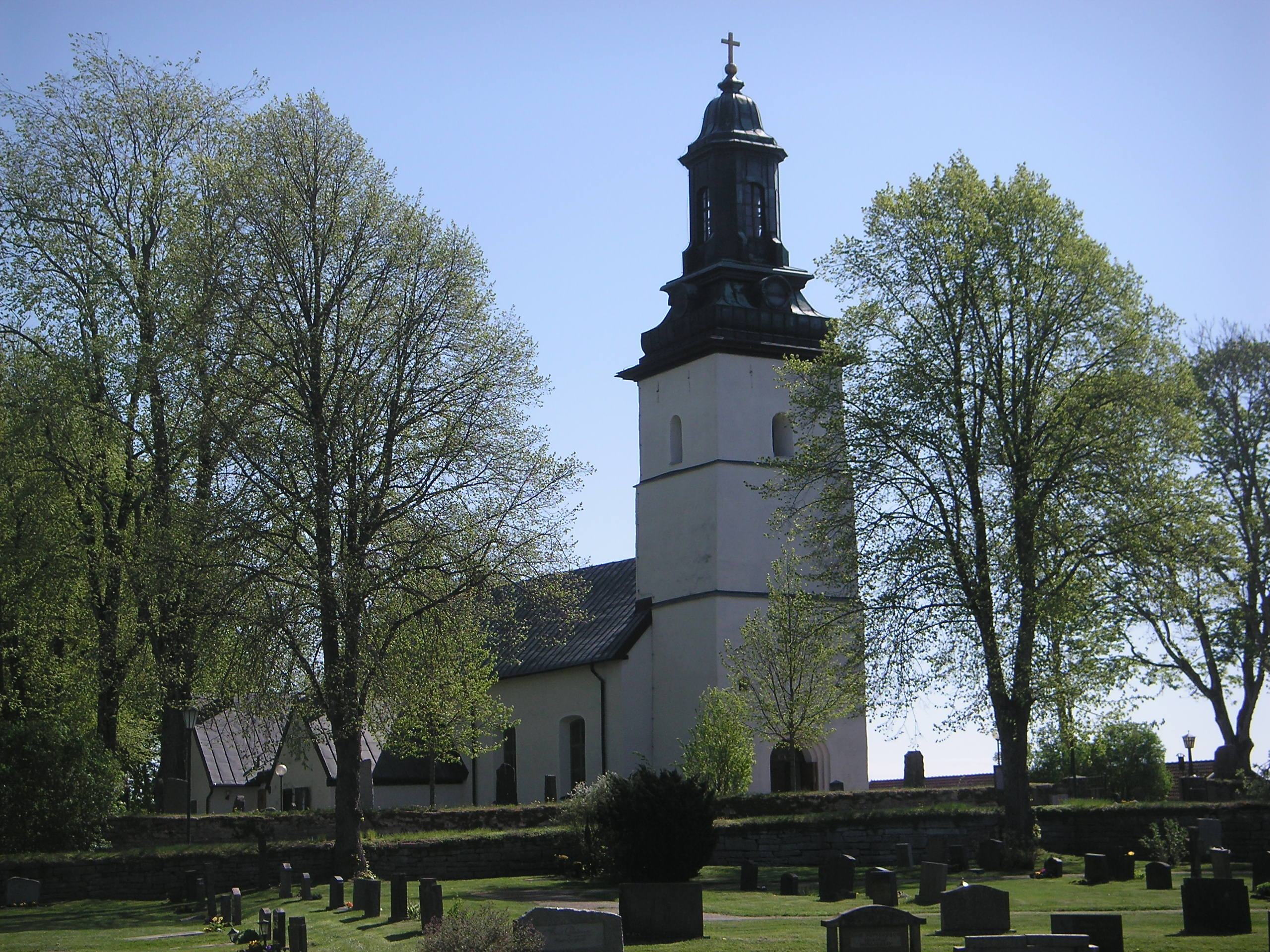
De kerk in Knista

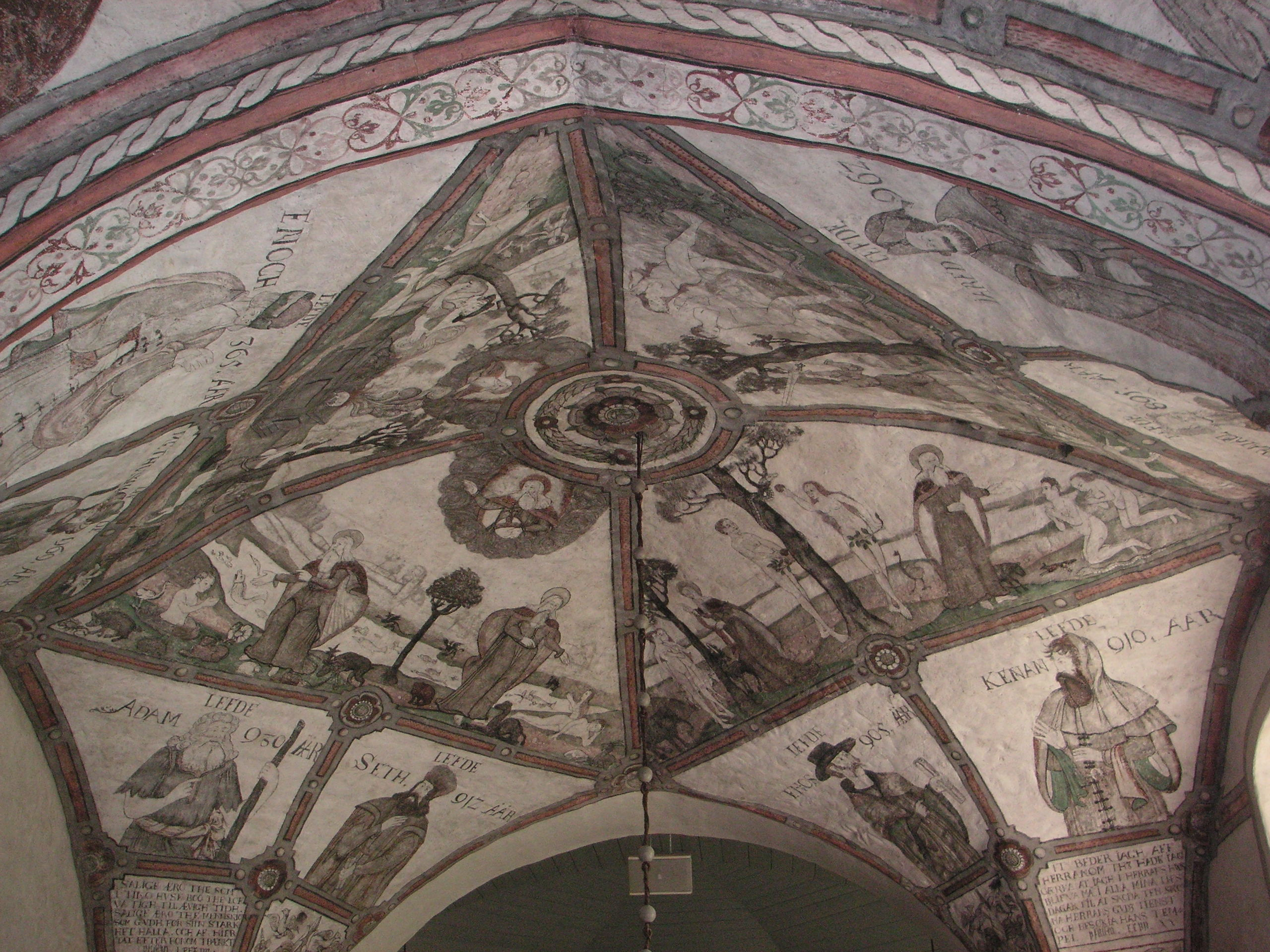
Plafondschildering

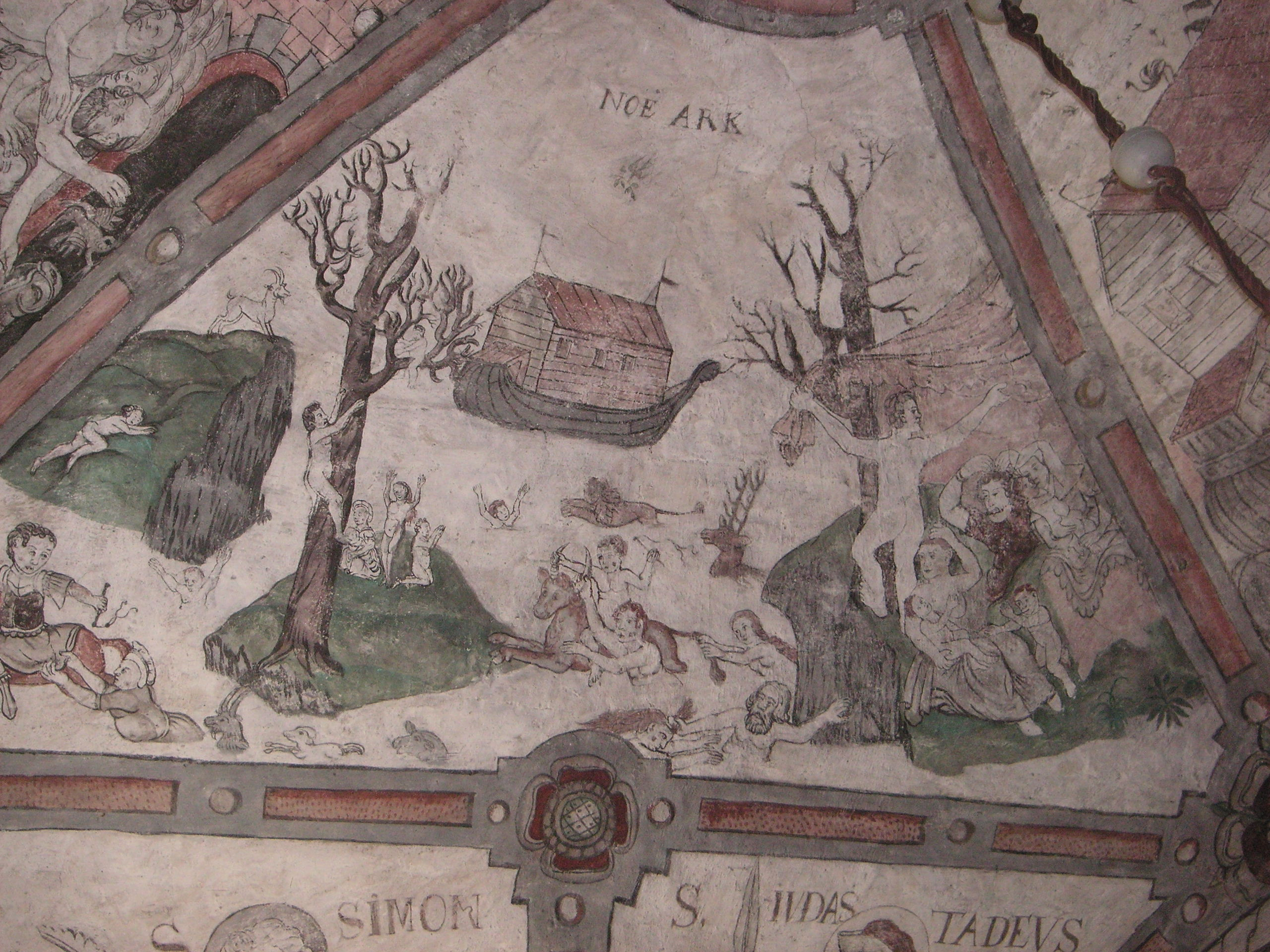
Plafondschildering van de ark van Noach

De kerk in Knista, gelegen in de gemeente Lekeberg in Zweden, is een speciaal gebouw in het westen van Närke. De kerk dankt zijn bekendheid met name aan de Afbeeldingen van bekende verhalen uit de Bijbel, die op het plafond zijn aangebracht. De oudste delen van de kerk, de toren en het schip, dateren waarschijnlijk uit het einde van de 12de eeuw. De toren is typisch voor de streek Närke, met richels in de muren. Op een van de verdiepingen in de toren is tijdens de middeleeuwen een privékapel of loge geweest. Een rondgebogen opening vormt de doorgang naar het schip van de kerk. Deze kapel was bedoeld voor de voorname parochianen. Deze torenkapellen komen ook voor in een aantal kerken in Östergötland.

## Noorse dakconstructie
De aparte constructie van de dakstoel in het westelijke deel van de kerk is uniek in Zweden. Deze constructie wordt ook toegepast in Noorse staafkerken. Tegenwoordig zijn de dakstoelen aan het zicht onttrokken door drie gewelven.

## Ingang aan de zuidzijde
Een simpele timpaan met daar omheen houtsnijwerk siert het portaal aan de zuidzijde. Toen de ingang aan de zuidzijde werd dichtgemetseld, werd de timpaansteen beschadigd. De brokstukken werden gebruikt als opvulmateriaal. In 1957 werd de ingang weer geopend kon de timpaansteen gereconstrueerd worden en op zijn oorspronkelijke plaats teruggezet. De ingang omvat een houten deur met decoratief smeedwerk. Deze deur dateert uit het einde van de 12de eeuw met toevoegingen uit het einde van de middeleeuwen.

## Plafondschilderingen
De belangrijkste bezienswaardigheid van de kerk in Knista zijn de plafondschilderingen. Er zijn verschillende bekende delen uit de Bijbel afgebeeld. Zoals God die de eerste mensen schept, Adam en Eva bij de boom van de kennis van goed en kwaad en de ark van Noach.
De plafondschilderingen worden gecompleteerd door afbeeldingen van Bijbelse figuren uit het Oude Testament, alsmede van de apostelen van Jezus. Zij zijn afgebeeld met hun respectievelijke symbolen.
De gedragen kleding op de schilderingen lijken typisch voor de vroege 17de eeuw te zijn, iets dat de figuren nog interessanter maakt. De schilderingen in Knista zijn gedateerd op 1617. De schilder is helaas onbekend.

## Kerkelijk textiel
Naast de recent ingekochte liturgische gewaden die regelmatig worden gebruikt, bevinden zich drie exemplaren van aanmerkelijk oudere origine in de kerk. Het rode fluwelen gewaad voorzien van borduursels, dateert uit 1732. Deze is in 1996 volledig hersteld en wordt gezien als de meest unieke in de verzameling. Het gele zijden gewaad geweven met brokaat is eenvoudiger. Opmerkelijk genoeg is dit gewaad een oorlogsbuit die een militair uit Almby mee heeft genomen na de Eerste Zeeslag bij Svensksund tussen de Zweden en de Russen in 1789. Het derde gewaad is gemaakt van zwart fluweel en voorzien van zilveren borduursels.
Edsberg · Hackvad · Hidinge, nieuwe kerk · Hidinge, oude kerk · Knista · Kräcklinge · Kvistbro · Mullhyttan · Tångeråsa
Zweden · Örebro län · Närke · Lekeberg